# El karateca azteca
El karateca azteca es una película de comedia y acción mexicana de 1976 escrita y dirigida por Alfredo Zacarías y protagonizada por Gaspar Henaine «Capulina», Blanca Sánchez y Zully Keith. Esta película fue filmada en locaciones de la Ciudad de México.

## Trama
Capulina es un alfarero que hace copias de ídolos prehistóricos. Él ayuda a un arqueólogo alemán y a su hija, Nadia, a visitar ruinas arqueológicas atendida por Marcela. En su visita, una banda de contrabandistas de piezas arqueológicas atrapan al padre de Nadia. Capulina combate a los contrabandistas con sus artes marciales.

## Reparto
- Gaspar Henaine como Capulina
- Blanca Sánchez como Nadia
- Zully Keith como Marcela
- Roger Cudney como Calvin
- Héctor Jaime Pizano como Kolo
- Amado Urban
- Alfredo Valadez
- Enrique de Peña como Chang
- Max Kerlow como Fritz Kartoffel
- Héctor Jaime Pizano
- Los Kaluris
- Ray Mendoza
- Mario Vado Chiu como Mario Vado
- Jesús Hernández como Juancho
- Antonio Henaine como Gaspar Guerrero
- Armando Acosta como velador de cementerio